# Kōken Katō
Kōken Katō (jap. 加藤 弘堅, Katō Kōken; * 3. April 1989 in Chiba, Präfektur Chiba) ist ein japanischer Fußballspieler.

## Karriere
Kōken Katō erlernte das Fußballspielen in der Schulmannschaft der Funabashi Municipal High School. Seinen ersten Profivertrag unterschrieb er 2008 bei Kyōto Sanga. Der Verein aus Kyōto, einer Stadt im Südwesten der japanischen Hauptinsel Honshū, spielte in der höchsten Liga, der J1 League. Ende 2011 musste er mit dem Klub in die zweite Liga absteigen. In der Abstiegssaison stand er mit dem Verein im Finale des Kaiserpokals. Im Endspiel verlor man aber mit 2:4 gegen den FC Tokyo. 2012 wechselte er für eine Saison zu Kataller Toyama. Mit dem Verein aus Toyama spielte er 31-mal in der zweiten Liga, der J2 League. 2013 unterschrieb er einen Zweijahresvertrag beim Ligakonkurrenten Thespakusatsu Gunma in Kusatsu. Für Gunma absolvierte er 72 Zweitligaspiele. 2015 wechselte er nach Kitakyūshū zum ebenfalls in der zweiten Liga spielenden Giravanz Kitakyūshū. 2016 musste er mit dem Verein den Weg in die Drittklassigkeit antreten. 2019 wurde er mit dem Klub Meister der dritten Liga und stieg wieder in die zweite Liga auf. Nach insgesamt 119 Spielen für Kitakyūshū wechselte er im Januar 2021 zum Ligakonkurrenten Tokyo Verdy. Nach 71 Ligaspielen wechselte er im Sommer 2023 zum Drittligisten AC Nagano Parceiro.

## Erfolge
Kyōto Sanga
- Japanischer Pokalfinalist: 2011

Giravanz Kitakyūshū
- Japanischer Drittligameister: 2019  ▲